# 지구 헌장
지구 헌장(Earth Charter)은 공정하고 지속 가능하며 평화로운 21세기 인류 사회를 만들어 나가는 데 필수적인 윤리와 규범이 담겨진 국제 선언문이다. 세계적인 협의과정을 통하여 작성되고 수만 명을 대표하는 단체와 기구의 지지를 받고 있는 본 헌장은 "세계적인 상호의존성을 포함한 인류, 더 큰 생명 사회, 그리고 다음 세대의 번영을 위한 공동적인 책임을 알리기 위해 노력하고 있다." 지구 헌장은 자연환경보호, 인권, 균형개발, 평화는 상호의존적이며 분리될 수 없다고 하는 윤리적인 비전을 제시하면서, 이와 관련된 쟁점들을 다루는 데에 새로운 틀을 제공하고자 한다. 지구 헌장의 전파를 목적으로 한 지구 헌장 구상 기구가 있다.

## 같이 보기
- 세계인권선언
- 지구의 날

## 참고
1. ↑  (영어) Earth Charter Initiative: "What is the Earth Charter?" 보관됨 2015-12-08 - 웨이백 머신